# Гора Александер
Гора Александер (англ. Mount Alexander) — гора, розташована приблизно за 125 км на північний захід від Мельбурна, неподалік від невеликого містечка Гаркорт. Має висоту 350 метрів над місцевістю або 744 метра над рівнем моря. Будучи визначною місцевою природною пам'яткою, гора отримала свою назву на честь оточеної місцевості, відомої колись як золоті родовища гори Александера, а нині як графство гори Александера з центром у Каслмейні. Більша частина гори входить у межі регіонального парку «Гора Александер» при агентстві «Парки Вікторії».